# Trollegater

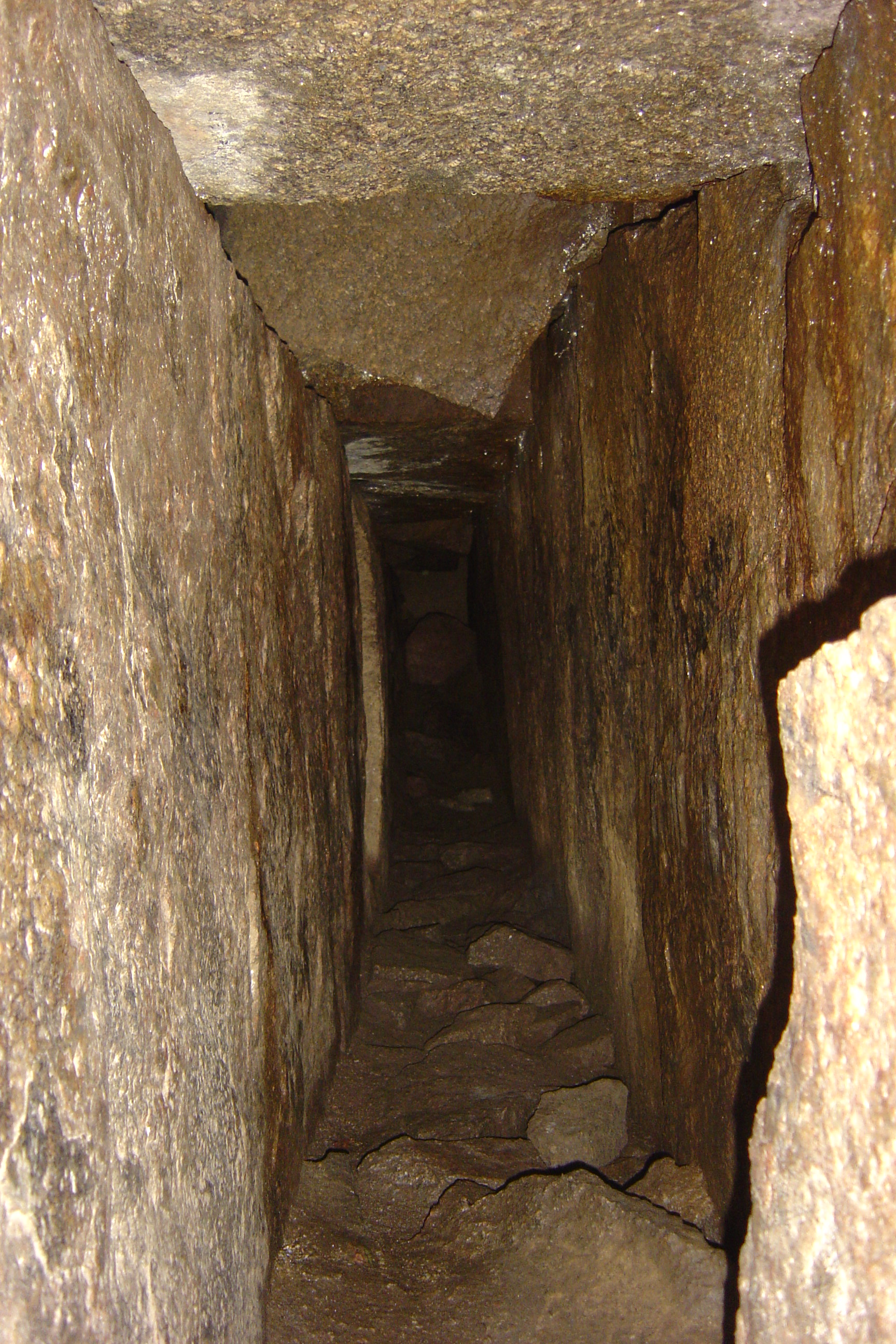
Interior de una de las cuevas.

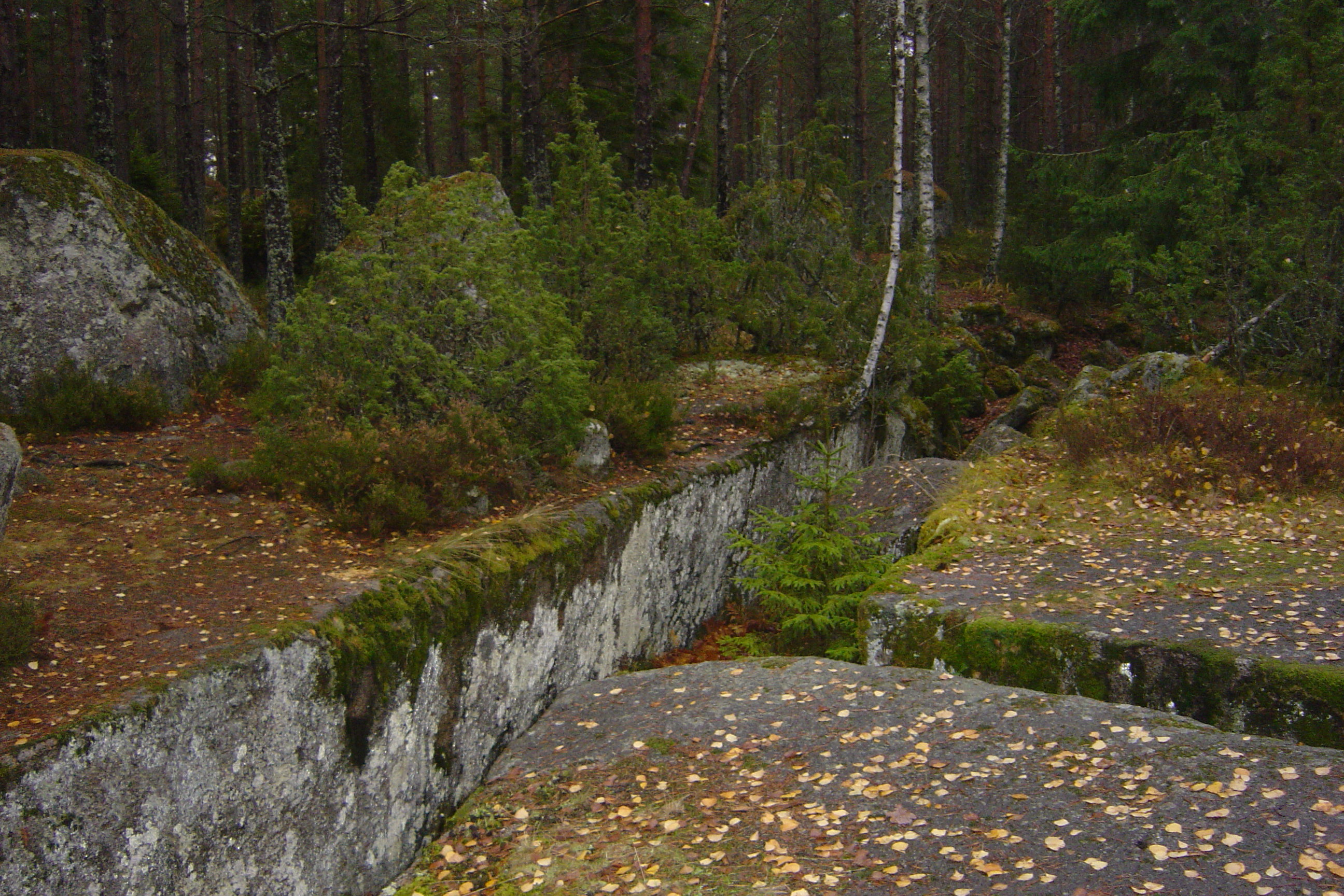
Aspecto exterior de las grietas.

Trollegater (en sueco, Las calles de los troles) es una reserva natural situada en Kinda, cerca de Linköping, Suecia. Se trata de uno de los mayores sistemas de cuevas del sur de Suecia, con unos 140 m de longitud. Fue declarada reserva natural en 1980.
Las cuevas se formaron al final de la última glaciación, hace unos 10 000 años, en una época de importantes terremotos, cuando al derretirse el hielo y quedar expuesta la tierra, se liberaron tensiones en la roca primaria (en este caso granito) que hicieron que las grietas ensancharan y profundizaran.
La entrada a las cuevas es bastante estrecha, así como algunos pasajes en su interior, por lo que es recomendable tener buena forma física y equiparse de ropas adecuadas y linternas para su visita.

## Mitología
Aunque las gentes de la zona conocían la existencia de las cuevas desde hace tiempo, no fue hasta 1964 cuando dos aventureros se adentraron en ellas, quizá debido a que se consideraban morada de troles, una creencia muy extendida en la mitología escandinava. De hecho, el color rojizo de las rocas se atribuye a carnicerías realizadas por estos en el interior de las cuevas, aunque en realidad se trata de un tipo de liquen de esa tonalidad.
- Datos: Q10704871
- Multimedia: Trollegater / Q10704871